# هانك مارفن

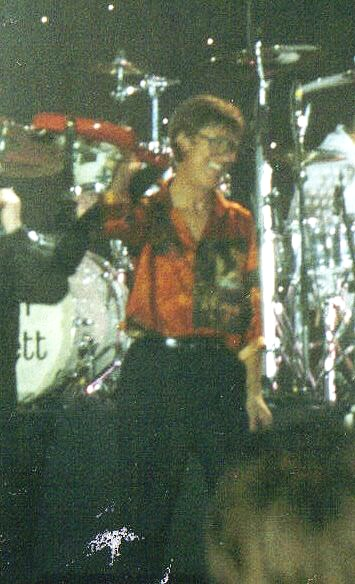
هانك مارفن عام 2005

هانك مارفن (بالإنجليزية: Hank Marvin) (20 أكتوبر 1941 في نيوكاسل أبون تاين) هو عازف قيثارة وكاتب أغاني بريطاني.

## سيرته الذاتية

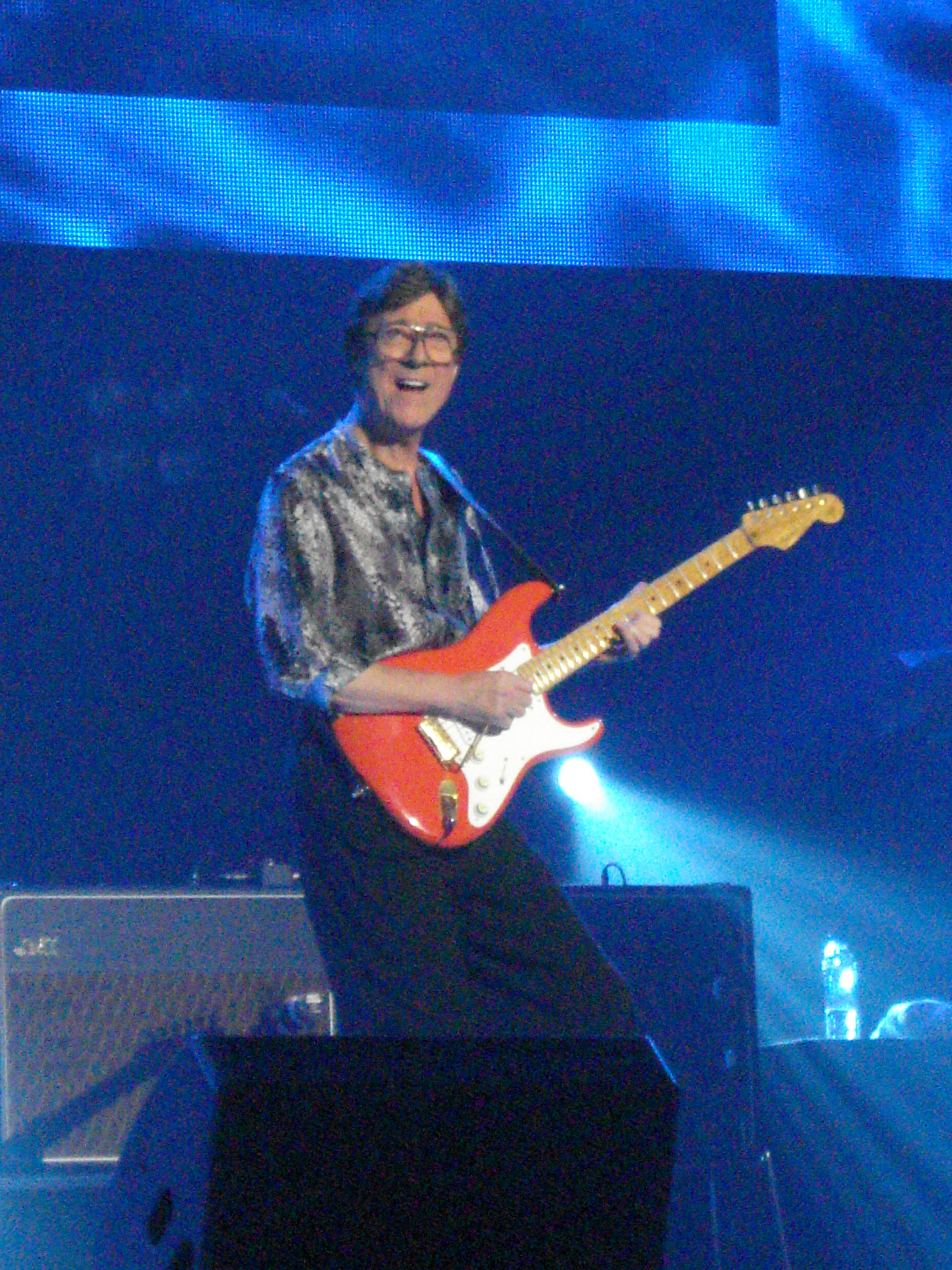
هانك مارفن في حفل موسيقي مع الظل في بروكسل فورست ناشيونال

يعتبر هانك مافرن واحداً من عازفي القيثارة الأكثر نفوذاً وتأثيراً خلال فترة الستينات والسبعينات من القرن الماضي، يعزف (إلى جانب القيثارة) البيانو والبانغو، أصبح معروفا كعازف قيثارة من خلال عمله ضمن فرقة كليف ريتشارد.
في عام 1973 أصبح هانك عضواً مع أحد الطوائف المسيحية التي تدعى شهود يهوه. سافر إلى بيرث (أستراليا) وانضم لاحقا مع فرقة شادوز بعد إعادة رجوعها. في عام 1988 كان ضيفاً في أحد الحفلات الضخمة التي أقامها الموسيقي الفرنسي جان ميشال جار في لندن والتي حضرها حوالي 280.000 زائر

## روابط خارجية
- هانك مارفن على موقع IMDb (الإنجليزية)
- هانك مارفن على موقع الموسوعة البريطانية (الإنجليزية)
- هانك مارفن على موقع ميوزك برينز (الإنجليزية)
- هانك مارفن على موقع أول ميوزيك (الإنجليزية)
- هانك مارفن على موقع ديسكوغز (الإنجليزية)
- هانك مارفن على موقع قاعدة بيانات الفيلم (الإنجليزية)